# Муталиев, Хаджи-Бекир Шовхалович
Хаджи-Бекир Шовхалович Мутали́ев (ингуш. Мутаӏаланаькъан Шовхала Хьажбийкар; 10 (23) июня 1910, Экажево, Назрановский округ, Терская область, Российская империя — 11 сентября 1964, Грозный, Чечено-Ингушская АССР, РСФСР, СССР) — ингушский советский поэт, прозаик, драматург, переводчик, журналист, фольклорист. Один из основоположников ингушской советской поэзии.
Член Ингушского литературного общества (1930), член Союза писателей СССР (1934), выпускник ВКИЖ (1935). В довоенное время работал в редакциях республиканских газет и в книжном издательстве. Во время ВОВ — сотрудник республиканского радио, в последующие годы — редактор газеты «Назрановский колхозник» и заведующий отделом пропаганды и агитации Назрановского райкома партии. В 1944 году депортирован в Киргизскую ССР, где был вынужден оставить литературу и работал на различных хозяйственных и административных должностях. В 1956 году был в составе чечено-ингушской делегации, которая добивалась восстановления ЧИАССР и возврата депортированных народов на родину. Занимался общественной деятельностью, в 1957 году учился на высших литературных курсах при Союзе писателей СССР (не закончил из-за болезни).
Под руководством поэта Т. Д. Бекова Муталиев освоил формальное стихосложение на ингушском языке и к 1930-м годам сформировался как поэтический автор. В 1940-х годах стал одним из ведущих поэтов на ингушском языке. В его произведениях затрагивались такие темы, как борьба за «новый быт и культуру», родина, критика кулачества, колхоз, индустриализация и коллективизация, подвиги ингушей в гражданской и Великой Отечественной войнах. Стихотворения Муталиева печатались в газетах «Сердало», «Грозненский рабочий», «Ленинский путь» и других, выходили его поэтические сборники. Его поэма «Новые гости» (1934) стала значительным событием в ингушской литературе тех лет.
Среди прозаических произведений — «Сугаип» (1937), одна из первых попыток написания «психологического рассказа» в ингушской литературе. В начале карьеры, под влиянием творчества драматурга З. К. Мальсагова, Муталиев написал две пьесы — «Око за око, зуб за зуб» (1928) и «Культармейцы» (1930). Муталиев собирал и обрабатывал ингушский фольклор, издав в соавторстве с Х. С. Осмиевым первый том «Ингушского фольклора» (1940). Перевёл на ингушский язык многие произведения А. С. Пушкина, поэмы и стихи М. Ю. Лермонтова, Н. А. Некрасова, И. А. Крылова, В. В. Маяковского, Н. С. Тихонова, в соавторстве с Дж. Х. Яндиевым, перевёл стихи К. Л. Хетагурова.

## Биография

### Ранние годы
Родился 10 июня 1910 года в бедной крестьянской семье в селении Экажево Назрановского округа. Ингуш по происхождению. Отец, носивший имя Шовхал, умер в 1914 году. В соответствии с традицией, уже с 5—6 лет Муталиев помогал по домашнему хозяйству, в 1924 году поступил в Назрановскую сельскую школу, где научился ингушской грамоте. Окончив школу в 1926 году, поступил в Ингушский педагогический техникум и вступил в комсомол, был членом бюро комсомольской ячейки. Окончив второй курс Ингушского педагогического техникума в 1930 году, Муталиев устроился на работу в аппарат газеты «Сердало» и стал членом Ингушского литературного общества.

### До депортации
В 1933—1935 годах Муталиев учился на комсомольском отделении Всесоюзного коммунистического института журналистики в Москве, совершенствуя писательское мастерство почти во всех литературных формах — поэзии, прозе и драматургии. В 1934 году стал членом Правления Союза писателей Чечено-Ингушской АССР. С апреля 1935 года по февраль 1942 года Муталиев работал в редакциях газет «Ленинец» и «Ленинский путь», а также в Чечено-Ингушском книжном издательстве. Он собирал и обрабатывал ингушский фольклор и в соавторстве с писателем Х. С. Осмиевым издал в 1940 году первый том «Ингушского фольклора». Данный том содержал в себе нартские сказания, героические и бытовые сказки, притчи, историко-героические и лирические песни, которые содержали сведения о дате и месте записи, а также имени и дате рождения сказителя. В том же году Муталиев стал членом ВКП(б).
В 1941 году был издан составленный Муталиевым «Русско-ингушский словарь для начальной школы», насчитывавший свыше 5000 слов. Он был предназначен для начальных классов нерусских школ: для школьников-ингушей, изучающих русский язык, и для знакомства русских учителей с ингушским языком. Словарь подготовил коллектив специалистов русского языка при Научно-исследовательском институте Наркомпроса РСФСР.
С началом Великой Отечественной войны темами произведений Муталиева стали подвиг ингушского народа в годы Октябрьской революции и борьба с нацистской Германией. Он работал сотрудником Чечено-Ингушского радио, а потом редактором районной газеты «Назрановский колхозник» и заведующим отделом пропаганды и агитации Назрановского райкома партии. Его произведения печатались в республиканских газетах «Сердало», «Ленинец», «Ленинский путь» и «Грозненский рабочий» (например, «Выполз змей», «Родине», «Железной стеной встаньте», «За Родину, товарищ», «Капитан Маташ Мазаев», «Портрет воина», «Песня сынов», «Фронтовая песня» и др.).

### В период депортации
В период депортации в Среднюю Азию работал на различных хозяйственных и административных должностях в городе Фрунзе Киргизской ССР.
26 февраля 1956 года Муталиев и другие ингушские писатели (И. М. Базоркин, Б. Х. Зязиков и Дж. Х. Яндиев) отправили члену Президиума ЦК КПСС М. А. Суслову письмо с возмущением по поводу стихотворения аварского поэта Р. Г. Гамзатова «Имам» (1953), где давалась такая характеристика имама Шамиля:

Так закончил имам двадцатилетье обмана,

Издыхать — он и то не вернулся уже в Дагестан.

Труп чеченского волка, ингушского змея — имама

Англичане зарыли в песчаный арабский курган.

Копия письма ингушской группы писателей была отправлена в Дагестанский обком партии и правлениям Союза писателей СССР и Дагестана. 10 мая 1956 года Гамзатов извинился перед ингушскими писателями в ответном письме и объяснил ситуацию некачественным и неверным переводом с аварского языка на русский.
В начале марта 1956 года Муталиев в числе представителей ингушского народа стал автором письма Н. С. Хрущёву с просьбой разрешить ингушам вернуться на родину. 9 июля того же года входил в состав чечено-ингушской делегации, которая была на приёме первого заместителя председателя Совета Министров СССР А. И. Микояна. Делегаты снова просили восстановить Чечено-Ингушскую АССР и вернуть депортированные народы на родину.

### Последние годы жизни
В 1957 году уехал в Москву, где поступил на высшие литературные курсы при Союзе писателей СССР. Из-за болезни Муталиев был вынужден оставить учёбу. В декабре 1958 года он был делегатом первого съезда Союза писателей РСФСР.
С апреля 1957 года по июнь 1959 года Муталиев был литературным консультантом по ингушской литературе при Союзе писателей ЧИАССР, преподавал литературу молодёжи. В это время он стал широко известен и вне ЧИАССР. Его произведения издавали в журналах «Дружба народов», «Дон», «Литературная Грузия», переводили на армянский, кабардинский, украинский, балкарский, осетинский, грузинский и другие языки народов СССР.
Наряду с творчеством Муталиев занимался общественной деятельностью: был депутатом районного и городского Советов депутатов трудящихся, членом правления Союза писателей ЧИАССР. Он часто посещал заводы, фабрики, колхозы и учебные заведения, где выступал с чтением своих стихов, консультировал начинающих работников.
Умер 11 сентября 1964 года в Грозном.

## Творчество

### Общая характеристика творчества
Литературовед О. А. Мальсагов считал темы творчества Муталиева вполне разнообразными. Его творчество посвящено социальным преобразованиям в СССР, задачам Коммунистической партии и советского правительства, «героическим подвигам „трудящихся“», «строительству социализма», коллективизации сельского хозяйства и индустриализации (стихи «С Октябрём», «Первый колхоз», «Мой сосед», «В Ассинском ущелье»), В. И. Ленину (лирические стихи «О Ленине», «Ленин», «В мавзолее Ленина», «Язык Ленина»), смерти С. М. Кирова и С. Орджоникидзе («Клятва», «Не будет забыт» и др.), борьбе за «новый быт и культуру» («Скоро, мама», «Новые гости», «Деревянная чаша», «В Метро», «Иду в Москву»), родине («Родина», «Люблю я тебя», «Родина моя», «За родину» и др.), критике капитализма («Судья», «У него есть разговор», «Новые гости», «Мать и дочь», «Культармейцы», «Верю»), гражданской войне в России (произведения «В родном ауле», «Мой гость», «Грозный день», «Месть Кунты»), Великой Отечественной войне, где автор пытается отразить подвиг ингушского народа («Выполз змей» «У родины», «Образ воина», «Сокол», «22-го июня» и др.), дружбе и миру между народами и советским юбилеям. Муталиев писал стихи для детей и на бытовые темы. О. А. Мальсагов считал характерной чертой творчества Муталиева его жизнеутверждающую и оптимистическую современность.

### Поэзия

#### Становление
Под руководством поэта Т. Д. Бекова, в то время преподавателя ингушского языка, Муталиев научился формальному стихосложению на ингушском и стал одним из первых ингушских поэтов. По мнению А. У. Мальсагова, именно Т. Д. Беков и языковед З. К. Мальсагов «направляли его творческие устремления, были первыми читателями и строгими судьями» его поэзии. В дальнейшем Муталиев посвятил Бекову стихотворение «Окно учителя» («Хьехархочун кор»), а после смерти Мальсагова посвятил ему стихотворение «Не забуду (о смерти Заурбека Мальсагова)» («Вицлургвац (Мальсагов Зоврбик валарах)»). Свои первые стихи Муталиев начал писать ещё в 1927 году, когда был студентом первого курса Ингушского педтехникума. Он начал издавать их в газете «Сердало» в 1928 году.
По мнению литературоведа О. А. Мальсагова, Муталиев выделялся среди ингушских поэтов второй половины 1920-х — начала 1930-х годов своей классовой заострённостью и современностью тематики. Литературовед Д. Д. Мальсагов оценивал в 1933 году первые стихи Муталиева как «не всегда гладкие, с однообразной рифмой», которая часто является самоцелью. Критик писал, что стихи Муталиева «день ото дня набирают силу и опыт». К 1930-м годам Муталиев отточил своё мастерство, а к 1940-м годам стал одним из ведущих ингушских поэтов.

#### Стиль, тематика
Муталиев был лирическим поэтом. По мнению О. А. Мальсагова, для поэзии Муталиева характерны такие особенности, как «свежие ритмы, рифмы и образы», что он объяснял благотворным влиянием русской поэзии, обогатившей ингушскую литературу. Исследователь считал, что ингушская форма стиха главным образом основывается на русской силлабо-тонической системе стихосложения в её различных вариациях применительно к особенностям ингушского языка и в соответствии с содержанием произведения. Тем не менее из ингушских поэтов тех годов Муталиев был единственным, кто не довольствовался достигнутыми результатами ингушского стихосложения, а упорно продолжал искать лучшие формы. По мнению О. А. Мальсагова, его любимым размером был 4-стопный хорей со строфой из четырёх стихов.
По оценке О. А. Мальсагова, стих Муталиева отличается «большим разнообразием». Э. Х. Далиева считает тематику поэзии Муталиева весьма разнообразной: социальная лирика, патриотическая, философская, пейзажная, любовная и сатирическая. По оценке Б. Х. Зязикова, поэзия Муталиева проникнута жизнелюбием и энергией. И. А. Дахкильгов в советские годы считал, что поэзия Муталиева служит ярким примером «служения своей эпохе, отклика на все значимые события». По мнению литературоведа, поэт главным образом обращал внимание на идейное звучание своих стихов, хотя у него не всегда это получалось. Он считал, что в этом плане поэт «продолжал осваивать высоты своего поэтического творчества». Э. Х. Далиева отмечает, что поэт писал на актуальные темы: об известных личностях 1917 года, о гражданской войне, выступал против «пережитков прошлого», рассказывал о «новой жизни и герое». По мнению Б. С. Виноградова, в стихах Муталиева присутствуют лирические мотивы поэта М. Ю. Лермонтова.

#### Обзор поэтических произведений
Ряд стихотворений поэта 1930-х годов посвящён коллективизации. В стихотворном произведении «Колхоз» (написано в 1930 году) рассказывается о десяти сельских бедняках, у которых никак не получается наладить своё хозяйство, они плохо знают культуру земледелия. Бедняки приходят к единственному выбору — объединить свои усилия, в чём им помогает агроном, а землю они получают от государства. В результате жизнь бедняков-землепашцев налаживается, а их примеру (вступление в колхоз) следуют и другие сельчане. Такого же рода стихотворением является и «Мой сосед» («Са лоалахо», 1929), которое состоит из двух частей: «Раньше» и «Теперь» («Хьалха» и «Хӏанз»). В первой показана трудная жизнь бедняка Ахмета, во второй части герой, вступивший в колхоз, «видит наяву, что прежде лишь снилось ему». По определению И. А. Дахкильгова, «Песня колхозных девушек» относится к жанру «девичьей юмористической песни» и затрагивает тему равноправия женщины с мужчиной, прославляет труд. Песня имеет идейно-тематическое сходство с «Песней о бригаде Величко». Пропагандированию колхоза и борьбе с противниками коллективизации посвящены стихотворения «Пролетарской кувалдой по кулацким агентам» («Кулаки агенташта—пролетари водж», 1931) и «Колхознику» («Колхозхочунга», 1931).
По мнению А. У. Мальсагова, поэма «Новые гости» («Керда хьаьший», написана в 1934 или в 1935, издана в 1937) стала значительным событием в ингушской советской литературе того времени. В поэме рассказывается о советских людях — представителях «новой жизни», строителях нового социалистического общества и колхозниках села, «которые своим трудом укрепляют мощь родины». Мальсагов считал, что, хотя некоторые образы поэмы остались нераскрытыми, поэт преуспел в том, что в художественном произведении написал о простых рабочих села, закладывающих основы социалистического общества, а изменения, внесённые советской властью в их жизни, он попытался обобщить, показать духовное развитие рабочих села. В какой-то степени поэма касалась темы гражданской войны.
В стихотворении «В родном ауле» («Ваьча юрта», написано в 1937 году) Муталиев вспоминает «незабываемые дни» борьбы красных с белогвардейцами в селе Экажево. Поэт размышляет о жертвах, гибнущих в «беззаветной борьбе», перед его внутренним взором встают «могильные холмы на кладбище»; в его памяти воссоздаётся картина «мужества жен, воодушевляющих мужей на борьбу»; стихотворение прославляет храбрость «сражавшихся в окопах», несмотря на несчастье, нависшее над их жёнами и детьми. Таким образом Муталиев обращался к ингушам, призывая их не посрамить славы отцов, героически сражавшихся в войне. О. А. Мальсагов отмечал, что стихотворение основано на реальных событиях гражданской войны и что в нём ингушское слово фос («военная добыча», cf. фос екъа — «делёж награбленного имущества») неправильно использовано: непонятно, что имеет в виду поэт под выражением даьша вайна йитаь фос.
В стихотворении «С Октябрём» поэт, используя устойчивое народное словосочетание «крепка как (железная, медная) колонна», сравнивал её с СССР — «страной победившего Октября». Колонна, в основе которой «труд рабочего и крестьянина», оказывается сильнее внутренних и внешних сил, которые безуспешно пытаются её разрушить, потому что «единство советского народа» является «монолитным». Юбилейное стихотворение «Двадцатилетняя страна» посвящено укреплению дружбы народов. Поэт описывал ингушей как «сокола с перебитым крылом»; «мозолистые руки» ингушей скрепляются с руками представителей других народов СССР. В стихотворении «Крутится колесо истории» поэт утверждал, что «революционная борьба против строя голода и разрухи» это «путь к счастью народов других стран». Стихотворение «Будут годы стоять на посту» посвящено «чувству интернационального долга».
Стихотворение «Они идут» посвящено перевыборам Советов. В нём рассказывается о коммунистах, которые идут по Ассинскому ущелью в горы, чтобы организовать перевыборы Советов. И. А. Дахкильгов считал, что стихотворение отсылает к переходу красных революционеров в 1919 году по Ассинскому ущелью. Коммунисты идут, чтобы укреплять завоёванную власть. По мнению Дахкильгова, Муталиев, описывая тучи, горы и туман, создавал чувство тревожности, а путь и задача коммунистов представлялись сложными. Стихотворение пропагандировало власть Советов. Стихотворение «Деревянная чаша» («Дахчан кад», написано в 1934 году) образно описывает достижеия социалистического строительства. Это монолог поэта о том, каким раньше был быт ингушей. Деревянная чаша, которая долгое время служила дедам, с приходом советской эпохи ушла в забытьё. Вспоминая прошлую «эпоху дерева», поэт сравнивал с ней новую «эпоху фарфора и железа». Прошлое следует сохранить в памяти, оно служит оценке настоящего — так считал поэт; на таком основании поэт превратил деревянную чащу в хороший экспонат музея. По мнению О. А. Мальсагова, в стихотворении
присутствует большое идейное содержание. Р. К. Ужахова считала стихотворение замечательным произведением.
Стих «Киров убит» посвящён смерти С. М. Кирова. Поэт рассказывает о том, как ему было тяжело, как будто бы чугунная плита придавливало его сердце, а рука не слушалось его, тем временем как в сердцах людей были гнев и горе. Между тем стихотворение «Клятва» («Дув», написано в 1934 году) показывает народное горе, которое потрясло всю страну. Смерти С. Орджоникидзе посвящено стихотворение «Серго» (написано в 1937 году). В нём, по словам Дахкильгова, есть «мотивы фольклорных причитаний». Поэт говорит о трагических событиях, о неожиданном горе в сердцах людей: умер Орджоникидзе, «герой, которого хотели видеть у себя гостем вайнахи». Муталиев писал об духовном бессмертии Кирова и Орджоникидзе, отмечая их большие заслуги перед ингушами.
Чечено-Ингушским книжным издательством в 1934 году был издан поэтический сборник «Мы идём» («Вай долх»), а в 1935 году — «Родина» («Даьхе»). Сборник «Мы идём» является первым авторским поэтическим сборником в ингушской литературе. Из этих сборников по тематике и проблематике У. К. Ужахова выделяет стихотворения «Мы идём» («Вай долх»), «Родина» («Даьхе»), «Деревянная чаша» («Дахчан кад»), «Молодость» («Къонал»), «Мальчик» («Кӏаьнк»), «Верю» («Теша») и др. По мнению И. А. Дахкильгова, очень сильно помогла Муталиеву написанная в том же году рецензия З. К. Мальсагова на его поэтический сборник «Родина». В ней критик признал поэта новатором ингушской литературы, а тематику его поэзии значимой.
По мнению А. У. Мальсагова, Муталиеву удалось в своих произведениях рассказать о строительстве социализма и коллективизации в СССР, а также осветить вопросы борьбы за «новый быт и культуру» и раскрепощения женщин-горянок. Благодаря таким переводчикам, как М. И. Слободскому, лучшие произведения Муталиева стали известны и русскому читателю, выйдя таким образом на всесоюзную арену.
А если с меня ты потребуешь мало,

Такую я жизнь

Не возьму,

Не приму.

Когда не боролось,

Когда не пылало,

Мне было бы сердце мое ни к чему!
В начале творческого пути Муталиева основной темой его поэтических произведений была родина, образ которой И. А. Дахкильгов считал многогранным. В стихотворении «Люблю я тебя» («Ез хьо сона») поэту родина дороже вследствие того, что она завоёвана в битвах, это «оплот мира и его надежды». В стихотворении «Стою на вершине» поэт воспевал красоту родины: её «безбрежные моря и цветущие поля» он сравнивал с «солнцем, дарящим тепло». Для него родина сильна и «героическими днями борьбы и мирным трудом». В стихотворении «Родина» («Даьхе», 1935) поэт провозглашал: «если ты, сердце, не борешься и не пылаешь, не знаю: к чему ты!», давая клятву посвятить родине свою жизнь. Это стихотворение О. А. Мальсагов считал одним из лучших произведений Муталиева по силе выраженных в нём чувств и образности. У поэта родина «возвышается над всем миром», а над родиной «развевается красное знамя». Это знамя в стихах «Ты, моя Родина» («Хьо са даьхе») и «Звени с Маем» является основным символом, освещая всю планету, «на него с надеждой смотрят все народы».
Как отмечал Н. Свирин, кавказские советские поэты часто вспоминали стихи А. С. Пушкина и М. Ю. Лермонтова, посвящённые конфликтам между казаками и горцами. Муталиев начинал своё стихотворение «Чеченец» реминисценцией из Лермонтова: «злой чечен ползет на берег…», и объяснил причину того, почему чеченец был «злым», в конце уходя от «тёмного прошлого»:
В низкой сакле жил чеченец.

В нищете, во мгле.

Как последний отщепенец,

Лишний на земле.

...

Оттого был злым чеченец

И кинжал точил,

Быстрый Терек мчался, пенясь,

Низкий берег был.

Этим годам нет возврата,

Не придут назад.

...
Как полагал Дахкильгов, в ряде стихов, написанных в тревожное довоенное время, поэт писал о завоевании родины и о том, что необходимо постоянно быть готовым защищать мирный труд. В стихотворениях «Наша ненависть», «Годы стоят на посту» и в других поэт напоминал своим современникам-читателям, что внутренний враг в состоянии ожидания, а из-за границы доносится запах пороха. В советские годы тех времён значительное внимание придавалось охране границ и укреплению армии, что и нашло отражение в поэзии Муталиева.

С началом Великой Отечественной войны Муталиев начал писать про подвиги ингушского народа в годы Октябрьской революции и про борьбу с немецкими захватчиками. Этой теме посвящены его произведения, изданные в республиканских газетах «Сердало», «Ленинец», «Ленинский путь» и «Грозненский рабочий»: «Выполз змей», «Родине», «Железной стеной встаньте», «За Родину, товарищ», «Капитан Маташ Мазаев», «Портрет воина», «Песня сынов», «Фронтовая песня» и др.). Так, например, в стихотворении «Выполз змей» («Аратекхаб бӏехал») используются фольклорные мотивы ингушей, где поэт сравнивает «змею-Гитлера» («Гитлер-бӏехал») с драконом сармаком. Эта змея ужасно свистит и выплёскивает свой яд. Поэт сравнивал народ, который борется с змеёй, сохраняя свою независимость, с нартским богатырём, который дерётся с сармаком. Змее трудно вредить народу, так как народ, стремящийся к справедливости, выгоняет змею прочь. В стихотворении «Железной стеной встаньте» («Аьшк мо дӏаотта») поэт, используя ингушскую пословицу «пришедший без приглашения гость ушёл без угощения» («кхайканза вена хьаьша доттанза вахав»), называл нацистов незваными гостями и призывал народ сплотиться, стать железной стеной против них. В конце поэт просил читателя задаться вопросом: «Чем я помогаю своей родине?». Лучшие, по мнению литературоведов, произведения Муталиева военных лет вошли в поэтический сборник 1944 года «Не забудем» («Дицлургдац»). Он был издан накануне депортации чеченцев и ингушей.
По мнению О. А. Мальсагова, наиболее полно представлено творчество Муталиева в поэтическом сборнике «Грозный день» («Бирса ди», 1958), который кроме его стихотворений и поэм содержит и около двадцати ранее не издававшихся произведений. Большая часть написана в 1930—1940-е годы, но имеются стихи, написанные и после восстановления Чечено-Ингушской АССР. В сборнике поэт не всегда придерживался принятого ритма, хотя третья часть стихотворений написана этим размером. Мальсагов считал, что в сборнике Муталиев «умело использовал строфику», учитывая и то, что «форма и содержание взаимно связаны». Он добавлял, что в сборнике поэт создал лёгкие, очень удобные для чтения стихи, однако рифма в них часто нарушается. Критик считал, что Муталиеву не стоило называть весь сборник по имени её поэмы «Грозный день», так как в нём, по его мнению, много радостных, победных и жизнеутверждающих стихов. В поэме же рассказывается об одном из эпизодов гражданской войны — о нападении деникинцев на селение Экажево, в ходе которого они были повержены.
В стихотворении «В гостинице» («Гостинице», 1956) говорится о любви Муталиева к столице Москве. В стихотворении «На могиле Ленина» («Ленина каш та») рассказывается о том, как поэт посетил Мавзолей Ленина. О. А. Мальсагов оценивал стихотворение по его идейности, образности и искренности чувств как лучшее из сборника.
В поэме «Месть Кунты» («Кунтий пхьа», написана в 1957) рассказывается о борьбе с обычаем кровной мести; положительный результат Муталиев связал с патриотизмом участников гражданской войны. Поэма состоит из 300 стихотворных строк и является одной из самых крупных у Муталиева, хотя О. А. Мальсагов считал, что в художественном отношении она хуже других произведений поэта. По оценке Мальсагова, поэма «не блещет ни сюжетной занимательностью, ни идейным содержанием» и отличается скудостью изобразительных средств.
Муталиев является автором поэм «Жаӏун дувцар» и «Дӏайха кулгаш», написанных в 1962 году.

### Прозаические произведения
По мнению И. А. Дахкильгова, Муталиев внёс вклад в становление и развитие ингушской прозы.
В первом рассказе Муталиева «Мать и дочь» («Нанеи йоӏи», написан в 1931) повествуется о том, как кулак Хусейн собирается насильно выдать свою племянницу Хани за 60-летнего кулака Джебраила. Хани и её мать обращаются за помощь в женотдел, что приносит результат — свадьба срывается. Вскоре женщины поступают на курсы горянок, а суд приговаривает кулаков. Мать и дочь уже обучились грамоте (что необычно для тех лет) и читают о судебном решении в газете «Сердало».
В рассказе кулачество показано враждебным, кулаки представлены пережитками прошлого, «алчными и ненасытными» мироедами, в то время как советская власть — на стороне бедняков. По мнению И. А. Дахкильгова, тема рассказа не новая и встречается у других писателей, как, например, у О. А. Мальсагова в его пьесе «Салихат» и у самого Муталиева в пьесе «Культармейцы». На эту тему в дальнейшем написал рассказ «Фадиман» Х. С. Осмиев. По мнению О. А. Мальсагова, в художественном плане произведение слабо написано, но для своего времени, когда ингушская проза только зарождалась, такого рода рассказы и очерки вносили вклад в пропаганду советских идей и в борьбу за раскрепощение женщин.
В рассказе «Большевики идут» («Большевикаш боагӏа», 1930) показаны приготовления детей селения Экажево к торжественной встрече большевиков-победителей на станции Назрань. Рассказ был написан в духе социалистического реализма.
По мнению О. А. Мальсагова, Муталиев умел писать хорошие стихи для детей, а в рассказе он был способен осудить или одобрить поступки детей, используя лёгкий юмор. Так, например, писатель высмеивал «геройство» детей, которые крали фрукты из чужих садов. По мнению Мальсагова, автор хорошо описывал родную природу и весну. Исследователь отмечал, что в произведении проявился талант Муталиева, его способность увлекательно описывать детей и их изобретательность. Рассказ знакомит с игрой, которая когда-то имела большую популярность — «бросание трости». Эта игра напоминает современное метание копья. Д. Д. Мальсагов считал, что Муталиеву удавалось писать произведения в жанре детской литературы. О. А. Мальсагов выделял недостатки рассказа: отсутствие интересного сюжета и индивидуальных детских образов, авторское многословие в виде рассуждений; сорокалетний Анзор, хотя и «интересный тип юродивого-шута», выбивается из детского окружения, он «механически вставлен в рассказ». И. А. Дахкильгов отметил простоту сюжета и юмор, ряд описаний детской жизни, удачные детские образы; рассказ неоднократно издавался в школьных хрестоматиях.
В очерке «Памятные для врага дни» («Моастагӏчоа ка ца енна денош») в виде воспоминаний старого партизана Гагиева рассказывается о смерти 25 экажевцев, которые в 1919 году остались в сожжённом родном селении, сражаясь с белогвардейцами — армией А. И. Деникина.
В 1930—1934-е годы в соавторстве с Х. С. Осмиевым и М. М. Мальсаговым Муталиев писал художественные фельетоны под общим названием «Темарко», в которых высмеивалось то, что для новой социалистической деятельности считалось чуждым. Они писали от имени вымышленного Темарко, которого Д. Д. Мальсагов и Б. Х. Зязиков определили как «умного, наблюдательного старика с сатирическим складом ума». Из-за того, что в нём иногда чувствовалось приверженность к «старым взглядам», это, по мнению исследователей, делало его образ «живым, убедительным, а его сарказм — сильным и доходчивым». Читатели фельетонов Темарко приходили к выводу: «Почему же то, что так ясно старику, над чем он так сильно смеется, допускается серьёзными работниками наших советских учреждений?». Как отмечали Мальсагов и Зязиков, фельетоны снискали значительный успех. Нередко читатели газеты «Сердало» задавались вопросом:
«Есть ли Темарко? Что он нам скажет сегодня?». По мнению исследователей, в некоторой степени он напоминал «директора пробирной палаты» Козьму Пруткова: их объединяло то, что оба были придуманы авторскими коллективами и говорили от своего имени, но разделяло то, что от имени Темарко создавались только фельетоны и, что он, несмотря на его определённую наивность, являлся положительным персонажем, в то время как Прутков был отрицательным.
По мнению И. А. Дахкильгова, рассказ «Сугаип» («Соахӏип», 1937) тематически и стилистически вполне оригинален, а также является одним из первых и довольно удачных попыток написания «психологического рассказа» в ингушской литературе. В нём рассказывается о душевных переживаниях судьи Сугаипа, который из честного судьи превратился во взяточника, хотя поначалу даже приговорил бывшего друга своего отца за взятку. Находясь под негативным влиянием своей жадной жены, сочувствующей «прокулацки настроенной родне», Сугаип, не замечая этого, стал взяточником, беря казалось бы невинные «подарки». Согласно Дахкильгову, автор недостаточно продумал мотивацию действий Сугаипа, причины, по которым герой неожиданно меняется в худшую сторону, хотя сами душевные страдания показаны хорошо.
Муталиев написал два прозаических сборника «У друзей» («Доттагӏий болча», 1960), куда были включены его очерки, рассказы («Серноводск — курорт», «Памятные для врага дни», «Этих дней не померкнет слава», «Слава героев» и «Нальгиев Мандре») и повесть «Первые дни» («Хьалхара денош», 1960). Они были написаны в 1956—1959 годах и посвящены теме гражданской войны и коллективизации в Чечено-Ингушетии. Литературовед Я. С. Патиев считает вполне естественным то обстоятельство, что книги написаны в духе социалистического реализма.

### Драматургические произведения
Под влиянием пьес З. К. Мальсагова Муталиев написал пьесы «Око за око, зуб за зуб» («Бӏарг бӏаргаи, царг царгаи», 1928) и «Культармейцы» («Культуран тӏемахой», написана в 1929, издана в 1930). Муталиев внёс вклад в развитие ингушской драматургии.
В пьесе «Око за око, зуб за зуб», первом драматическом опыте Муталиева, рассказывается о конфликте между двумя семьями. Пьеса состоит из трёх частей. Пока Тархан, представитель бедной семьи, отсутствует, его сестра Сакинат выходит замуж за возлюбленного Макшарипа. В ответ родственники Тархана похищают дочь похитителей Сакинат. Между семьями разгорается спор, который пытаются разрешить секретарь комсомола и вместе с активистами.
По мнению литературоведа И. А. Дахкильгова, пьеса слабая и во многом является худшей копией пьесы З. К. Мальсагова «Похищение девушки» (1923), подражание видно в «ссоре матери и дочери, отъезде и приезде брата, самовольном выходе замуж Сакинат» за Макшарипа и в кунаке Махме. Последний никакой роли в пьесе не играл и был лишь копией Вано из пьесы Мальсагова. Дахкильгов считал, что пьеса напечатана очень небрежно, с множеством ошибок, а её «действие рыхлое».
Знахарству посвящена пьеса Муталиева в трёх действиях «Культармейцы». Вдохновение для пьесы он получил с реальной истории разоблачения студентами Ингушского педтехникума знахарки Аминат из селения Долаково в 1928 году, которая 23 года обманывала людей. В 1920—1930-е годы знахарство было распространено в Ингушетии, и знахарки обманывали людей. И. А. Дахкильгов отмечал, что знахарство с точки зрения ислама считается запретным (харам). Делится пьеса на три главных момента: 1) выходки знахарки и их разоблачение, 2) вред кулачества, 3) борьба активистов. В пьесе рассказывается о знахарке Изахат, которая, как и другие представители прошлой эпохи, испытывает по отношению к коммунистам ненависть и страх. Кулаки Салман, Магомет и Тембот «люто ненавидят» советскую власть, однако хотят приспособиться к ней; они «не верят в силу знахарки», но им не нравится её разоблачение. Кулаков не устраивают то, что советская власть многое даёт беднякам, и пытаются их использовать, играют с ними, прибегая к «обману и хитрости». В ходе конфликта ранение получает один активист, а батрак Ума становится наёмным убийцей — ему обещают «райскую жизнь».
И. А. Дахкильгов писал в советские годы, что образы врагов новой эпохи являются запоминающимся; автор раскрывает порочность кулаков, от которых «все беды», и показывает «подлинное лицо классовых врагов». Им противостоят активисты, непреклонные и «самоотверженные борцы» с прошлым, которые действуют не в одиночку, а опираются на «комсомольско-батрацкий актив». Критик посчитал образы положительных героев «плакатными», схематичными; нереалистичность связана с тем, что автор время от времени помещает героев в «необычно возвышенные позы». Дахкильгов отмечал, что пьесу можно читать, но трудно поставить на сцене, так как некоторые её детали невозможно воплотить в реальность: «кричащая утка, кудахтающие куры, бегающая по сцене коза и прочее»; а «грубые эротические намёки» и туповатый батрак Ума «могут вызвать лишь нездоровый смех».

## Переводческая работа
Работу переводчика Муталиев начал в 1932 году. В дальнейшем он стал профессиональным переводчиком.
Муталиев перевёл на ингушский язык произведения А. С. Пушкина: «Сказка о царе Салтане», «Сказка о мертвой царевне и семи богатырях», «Сказка о рыбаке и рыбке», «Цыганы», «Не пой, красавица…», «Казак», «Туча», «Осень», «Зима», «Конь», «К Чаадаеву», «Зимний вечер» и «Зимняя дорога», которые вошли в изданным им в 1937 году сборник. Сборник под названием «Сказки» («Фаьлгаш») был переиздан Муталиевым в 1938 году некоторыми изменениями и дополнениями: в сборник не вошли переводы Пушкина, помещённые в сборник издания 1937 года: «Послание в Сибирь», «Не пой, красавица…», «Казак», «Туча», «Осень», «Зима», «Конь», «Чаадаеву», «Зимняя дорога», но зато он был пополнен новыми переводами произведениями Пушкина: «Сказка о золотом петушке» и «Сказка о попе и о работнике его Балде».
Вместе с Дж. Х. Яндиевым перевёл на ингушский язык стихи К. Л. Хетагурова, которые в сборнике были изданы Чечено-Ингушском книжном издательстве в 1939 году.
Муталиев перевёл следующие лирические стихи Лермонтова: «Не плачь, не плачь, мое дитя», «Тучи», «Прощай, немытая Россия», «Парус», «Узник», «Казачья колыбельная песня», «Утес», «Горные вершины», «Тамара», «Дары Терека», «Спор» и др. вошли в изданный им в 1935 году сборник «Даьхе» («Родина»). Он также перевёл поэмы и стихи Лермонтова «Песня про царя Ивана Васильевича, молодого опричника и удалого купца Калашникова», «Беглец», «Бородино», «Прощай, немытая Россия», «Завещание», «В альбом» и др., которые вошли в сборник 1940 года. Муталиев, в соавторстве с Дж. Х. Яндиевым, Т. Арчаковым, А. А. Ведзижевым и О. А. Мальсаговым, перевёл стихи Лермонтова, которые вошли в сборник «Стихи» («Стихаш») 1963 года.
В том же году вышел сборник переводов произведений Н. А. Некрасова: «Мороз — Красный нос», «Арина, мать солдатская», «Забытая деревня», «Перед дождем», «Плач детей», «Мужичок с ноготок», «Утро», «Свобода», «Колыбельная песня», «Тройка», «Катерина», «Песня». Муталиевым же были переведены произведения «Что такое хорошо и что такое плохо» и др. В. В. Маяковского.
Муталиев перевёл произведения И. А. Крылова, Н. С. Тихонова, и некоторые произведения зарубежной литературы.
По мнению О. А. Мальсагова, хорошим примером, показывающим, что Муталиев хорошо владел ингушским, является его сборник переводов произведений Пушкина «Сказки» («Фаьлгаш», 1938). Однако малохудожественными он считал переводы 1937—1939-х годов, сделанные Муталиевым наспех. В то время он только начинал работу переводчика.

## Личная жизнь
Сыном Хаджи-Бекира Муталиева являлся Тамерлан Муталиев (1946—2002), в дальнейшем — историк, кандидат исторических наук, профессор, министр образования Республики Ингушетия (1993), начальник Государственной архивной службы Республики Ингушетия (1996—1999), директор Ингушского научно-исследовательского института гуманитарных наук (1997—1998) и ректор Ингушского государственного университета (1999—2001).

## Оценки. Память
Творчество Муталиева неоднократно анализировалось в критических статьях и рецензиях в различных сборниках и газетах. В них в первую очередь внимание уделялось его поэзии, хотя он писал прозаические и драматургические произведения. Ещё советскими литературоведами Муталиев назывался одним из основоположников ингушской советской поэзии. Д. Д. Мальсагов в своей вступительной статье к сборнику «Родина» (1958) писал, что «надо сказать, что Озиев Ахмет, Муталиев Хаджи-Бекир, Беков Тембот, Озиев Салман являются создателями ингушской литературной формы».
В ноябре 1990 года в Чечено-Ингушском государственном пединституте (г. Грозный) проходил юбилей творчества Муталиева. В июне 2020 года в Национальной библиотеке Ингушетии проходила выставка, посвящённая 110-летию со дня рождения Муталиева.

### Комментарии
1. ↑  В некоторых источниках «Хаджибикар»[1] и «Шаухалович»[2].
2. ↑  И. А. Дахкильгов сообщал сведения, противоречащие данным других литературоведов (например, Мальсагов О. А., 1933, с. 31; Мальсагов, 1969, с. 93; Ужахова, 1990, с. 2). Согласно этому автору, Муталиев, бросив учёбу в медресе, поступил в школу в селении Барсуки  и, чтобы попасть на уроки, каждый день переходил долину реки Сунжи. Он поступил в Ингушский педагогический техникум после его открытия в 1924 году[9].
3. ↑  А. И. и С. И. Озиевы, И. М. Базоркин[12]
4. ↑  В поэтическом сборнике «Волна Аргуна» стихотворение называется «Экажево»[40].
5. ↑  Сийлен фос я йохаргйоацаш,

Даьша вайна йитаъ фос,

Даьхе яха цӏи а йолаш,-

Маьлха санна леп цун бос[43].
6. ↑  В поэтическом сборнике «Стихаш» стихотворение называется «В Московской гостинице» («Московски гостинице»)[40].
7. ↑  В поэтическом сборнике «Стихаш» стихотворение называется «Мавзолей Ленина» («Ленина Мавзолее»)[40].
8. ↑  В более раннем варианте — «Большекаш боагӏа»[75].
9. ↑  В газете Сердало, где была опубликована пьеса, название написано с опечаткой: «Бӏарг бӏаргаи, бӏарг царгаи»[86].
10. ↑  Ингуши — мусульмане суннитского толка[94].
11. ↑  Поэма вошла в сборник без указания фамилии автора — Лермонтова, за что О. А. Мальсагов критиковал Муталиева: это может ввести в заблуждение читателя, который может посчитать Муталиева автором поэмы[40].

### На русском
- Албогачиева М. С.-Г. Ислам в Ингушетии: Этнография и историко-культурные аспекты : моногр. / Ред.: М. А. Ильина; Рец.: М. Е. Резван, Н. А. Нефляшева. — СПб. : МАЭ РАН, 2017. — 264 с. — 150 экз. — ISBN 978-5-88431-349-1.
- Антология чечено-ингушской поэзии / Сост.: В. А. Дыхаев; Ред.: Г. И. Яблокова. — Грозный: ЧИКИ, 1981. — 463 с. — 10 000 экз.
- Батаева Т. У. Жанр повести в ингушской литературе. Художественный конфликт и характер : дис. на соиск. учёной степ. канд. филол. наук: 5. 9. 1 / Науч. рук.: А. М. Мартазанов. — Магас : ИнгГУ, 2024. — 211 с.
- Виноградов Б. С. Чечено-ингушская литература (Перево́ды и изуче́ние Ле́рмонтова в литерату́рах наро́дов СССР) // Лермонтовская энциклопедия  / АН СССР. Ин-т рус. лит. (Пушкин. Дом); Науч.-ред. совет изд-ва «СЭ». — М.: СЭ, 1981. — С. 385.
- Далиева Э. Х. К вопросу о жанровом составе ингушской поэзии начала XX в. // Мир на Северном Кавказе через языки, образование, культуру. Симп. XI: Лит. процесс: кавказский контекст / Ред.: А. В. Кузнецова [и др.]. — Пятигорск: ПГЛУ, 2007. — С. 29—30. — 108 с. — ISBN 5-89966-736-2.
- Дахкильгов И. А. Ингушская литература (период развития до 40-х годов) / Ред.: А. А. Зязиков. — Грозный: ЧИКИ, 1975. — 184 с. — 1000 экз.
- Дзарахова З. М.-Т. Истинный патриот своего народа // Он жил для народа : биобиблиографический указатель / Сост.: З. М. Евлоева; НБРИ. — Сунжа : НБРИ, 2016. — С. 8—16. — 41 с. — 100 экз.
- Зязиков Б. Х. Муталиев // Краткая литературная энциклопедия / Гл. ред.: А. А. Сурков. — М.: СЭ, 1968. — Т. 5: Мурари — Припев. — Стб. 29.
- Куркиев А. С. Предисловие // Русско-ингушский словарь: 40 000 слов = Эрсий-Гӏалгӏай словарь: 40 000 дош / Сост.: И. А. Оздоев; Под. ред. Ф. Г. Оздоевой и А. С. Куркиева. — ЧИНИИИСФ при СМ ЧИАССР. — М. : Русский язык; Моск. тип. № 7, 1980. — С. 1—8. — 832 с. — 5000 экз.
- Мальсагов А. О. Сказки и легенды ингушей и чеченцев / Отв. ред.: А. И. Алиева. — М.: «Наука», 1983. — 384 с. — («Сказки и мифы народов Востока»). — 75 000 экз.
- Мальсагов А. У. Муталиев Хаджи-Бекир Шаухалович // Писатели советской Чечено-Ингушетии / А. У. Мальсагов, Х. В. Туркаев. — Грозный: ЧИКИ, 1969. — С. 93—97. — 146 с. — 2000 экз.
- Мальсагов Д. Ингушская литература // Революция и горец. — Ростов н/Д.: Партиздат, 1933. — Январь—Февраль (№ 1—2). — С. 97—102.
- Мальсагов Д., Зязиков Б. Х. С. Осмиев // Очерк истории чечено-ингушской литературы / Отв. ред.: В. Б. Корзун. — Грозный: ЧИКИ, 1963. — С. 218—224. — 240 с.
- Мальсагов О. А. Библиографический справочник по ингушской художественной литературе / Вступ. ст. В. А. Васильева; Ред.: А. М. Шадиев. — Орджоникидзе: «Сердало», 1933. — 37 с. — 1000 экз.
- Мальсагов О. А. Творчество Хаджи-Бекира Муталиева // Известия ЧИНИИИЯЛ / Ред.: А.-Х. А. Саламов, М. Д. Чентиева, Х. Д. Ошаев. — Грозный : Изд-во «Грозненский рабочий», 1959. — Т. 2, вып. 3. Лит. — С. 114—145. — 172 с. — 1000 экз.
- Музаев Н. Д. Взаимосвязи литератур Северного Кавказа в процессе становления жанров. — Грозный: ЧИКИ, 1974. — 234 с. — 2000 экз.
- Патиев Я. С. Хроника истории ингушского народа с древнейших времен до наших дней. — Махачкала: «Лотос», 2007. — 384 с. — 2000 экз. — ISBN 978-5-91471-045-0.
- Патиев Я. С. Муталиев Хаджи-Бекир Шовхалович // Музыкальный атлас. Ингушетия / Сост.: Т. А‑Х. Дзаурова [и др.]; Рец.: М. Б. Долгиева, В. А. Чернявский, А. А. Жаманова. — Ростов н/Д.: Южный издательский дом, 2023. — Т. 1. — С. 291—293. — 352 с. — 1000 экз. — ISBN 978‑5‑98864‑167‑4.
- Поэзия Чечено-Ингушетии. — М.: Государственное издательство художественной литературы, 1959. — 278, [2] с.
- Свирин Н. Пушкин и фольклор народов СССР // Звезда. — 1937. — № 1. — С. 147—170.
- Ужахова Р. «Зови крутизною к высотам меня» // Голос Чечено-Ингушетии  / Ред.: А. И. Споленцев. — Грозный: Изд-во «Грозненский рабочий», 1990. — 27 ноября (№ 80). — С. 2.
- Ужахова Р. К. В поисках истины (Очерк о Хаджи-Бекире Муталиеве) // Lingua-Universum. — 2006. — № 5. — С. 59—67.
- Чахкиев С. Человек и поэт. Литературный портрет // «Грозненский рабочий». — 1964. — 25 ноября. — С. 4.
- Яндиева М. Д. Ингушская литература // Литературы народов России: XX век: словарь / Отв. ред.: Н. С. Надъярных. — М.: «Наука», 2005. — С. 107—112. — 364 с. — 1130 экз. — ISBN 9785020102088.

### На ингушском
- Ghalghaj nazmaš (stixaš) :  [ингуш.] : Сб. стихов / Guljäj: Mutayali n. Ꜧ. B. — Buru : "Serdalo"—Krajnacizdat, 1931. — 76 с. — 2000 экз.
- Дахкильгов И. А. Гӏалгӏай говзаме литература :  [ингуш.] / Гл. ред.: Т. И. Машуков; Рец.: М. Матиев, А. Евлоева. — Нальчик : ГП КБР РПК, 2009. — 608 с. : ил. — 1000 экз. — ISBN 978-5-9996-0018-9.
- Мальсагов А. Йоазонхочун никъ (Муталиев Шовхала Хьажбикар ваь 70 шу дизарга) (ингуш.) // Лоаман ӏуйре : Орган ССП ЧИАССР и общественно-политический альманах  / И. о. ред.: Г. Гагиев. — Грозный: ЧИКИ, 1980. — С. 43—51.
- Мальсагов Д. Муталиев Хьажбикара говзаме йоазаш (ингуш.) // Сердало. — Грозный: Тип. им. 11 августа 1918 года, 1958. — 23 тушола (№ 24). — С. 3.
- Муталиев Х.-Б. Ш. Кулгий йӏовхал (ингуш.) / Сост.: Т. Х.-Б. Муталиев. — Грозный: ЧИКИ, 1981. — 367 с. — 2000 экз.